# Carl Haworth
Pour les articles homonymes, voir Haworth.
Carl Haworth, né le 9 juillet 1989 à Southport en Angleterre, est un joueur international canadien de soccer, qui évolue au poste de milieu de terrain à l'Atlético Ottawa en Première ligue canadienne.

## Biographie

### Carrière en club
Entre 2008 et 2011, il joue en NCAA avec l'équipe de son université, l'université de Niagara. Il passe également cinq saisons en PDL, jouant pour le Forest City London entre 2009 et 2012, et le Fury d'Ottawa en 2013.
Le 17 janvier 2012, il est repêché à la 58e place par l'Impact de Montréal. Il dispute deux rencontres avec l'équipe réserve, mais ne signe de contrat avec la franchise.
Le 19 novembre 2013, il signe son premier contrat professionnel avec le Fury d'Ottawa pour leur saison inaugurale en NASL. Le 12 avril 2014, il fait ses débuts professionnels lors d'une défaite 2-0 face aux Strikers de Fort Lauderdale. Il est nommé meilleur joueur de la saison 2016 par le club. Le 3 novembre, la franchise annonce que Haworth resterait avec le club pour la saison 2017 en United Soccer League. 

### Carrière internationale
Carl Haworth compte une sélection avec l'équipe du Canada depuis 2016.
Il est convoqué pour la première fois en équipe du Canada par le sélectionneur national Michael Findlay, pour un match amical contre la Corée du Sud le 11 novembre 2016. Lors de ce match, il entre à la 62e minute de la rencontre, à la place de Karl Ouimette. Le match se solde par une défaite 2-0 des Canadiens.

## Palmarès
- Forest City London
  - Vainqueur de la PDL en 2012